# Трибульетч, Рамон
Рамон Трибульетч Сантолая (исп. Ramon Tribulietx Santolaya; род. 20 сентября 1972, Барселона) — испанский футболист, полузащитник, тренер.

## Карьера

### Игрока
В качестве футболиста Трибульетч выступал на позиции полузащитника. На своей родине он играл в испанских командах низших лиг, представлявших Каталонию. В 1998 году переехал в Новую Зеландию и вступил в клуб «Окленд Сити». В 2014 году находился в заявке новозеландской команды первого дивизиона «Уоркуэрт».

### Тренера
Окончил Каталонский национальный институт физического воспитания в Барселоне. На родине Трибульетч работал ассистентом в клубах третьего дивизиона «Сант-Андреу», «Фигерас» и «Кастельдефельс». В 2008 году Трибульетч вошёл в тренерский штаб «Окленд Сити». С 2010 года он является главным тренером команды. За это время наставник шесть раз приводил её к победе в Лиги чемпионов ОФК и дважды выигрывал национальное первенство.
Трибульетч неоднократно участвовал с «Окленд Сити» в Клубном чемпионате мира по футболу. В 2014 году он неожиданно для многих привёл свой клуб к бронзовым медалям на этом турнире.
Также с 2012 года является техническим консультантом женской сборной Канады, возглавляемой Джоном Хердманом. Консультировал юношескую сборную Новой Зеландии на чемпионате мира 2011. В 2016 году работал техническим консультантом в сборной Соломоновых Островов.
10 декабря 2021 года был назначен главным тренером тольяттинского «Акрона». Однако, 19 января 2022 года стало известно, что Трибульетч из-за отсутствия необходимой лицензии не сможет возглавлять клуб и он был переведён на должность технического директора, а тренером клуба стал Дмитрий Емельянов. Но уже 2 марта 2022 года покинул клуб. Осенью 2022 года работал помощником главного тренера венгерского «Гонведа».

## Достижения
- Бронзовый призёр Клубного чемпионата мира: 2014
- Победитель Лиги чемпионов ОФК (7): 2011, 2012, 2013, 2014, 2015, 2016, 2017
- Чемпион Новой Зеландии (3): 2014, 2015, 2018
- Обладатель Charity Cup (4): 2011, 2013, 2015, 2016
- Победитель Кубка Президента ОФК: 2014
- Победитель Lunar New Year Cup: 2017